# Despersonalització

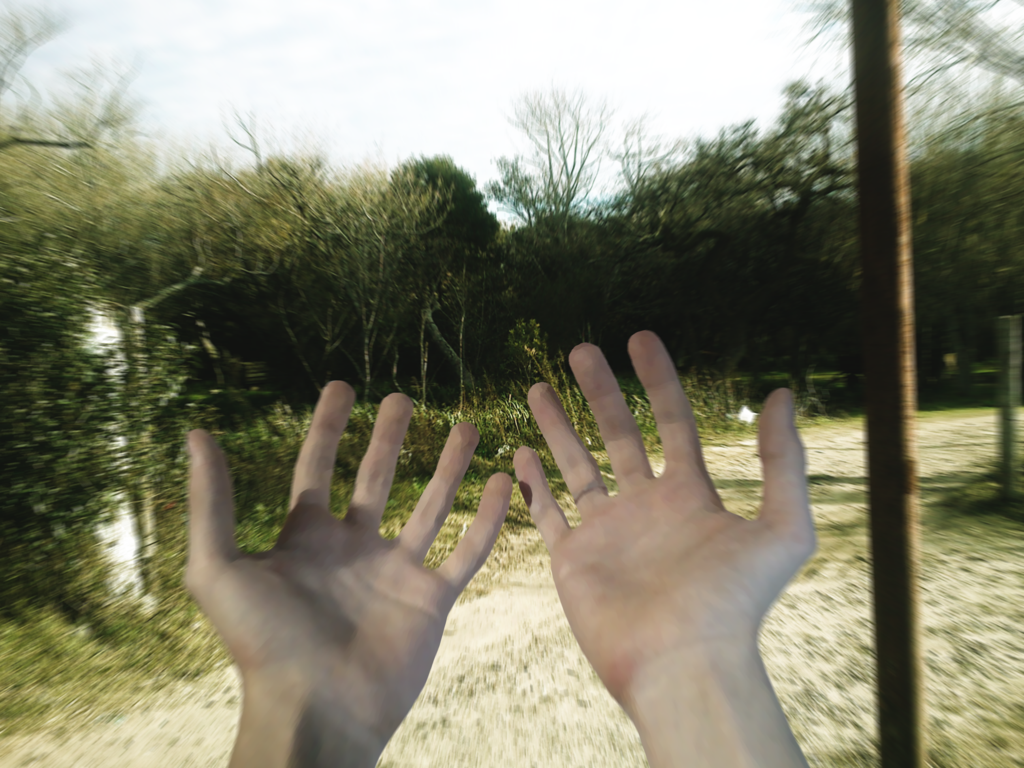
Intent de representació visual de despersonalització

La despersonalització és un sentiment d'estranyesa davant del món exterior i la pròpia personalitat, viscuts com a realitats modificades. Passa quan persistentment o repetidament una persona té el sentiment d'estar observant-se a si mateixa des de fora del seu cos, o bé creu que les coses que estan al seu voltant no són reals, o les dues coses. Pot ser causat per l'ús de drogues recreatives, entre elles l'alcohol, benzodiazepines, cannabis i amfetamines, però és més normal què el causant sigui l'ansietat i un abús emocional constant. Aquest trastorn, en les seves múltiples expressions, és freqüent en els estats delirants i particularment en l'esquizofrènia.
El terme «desrealització» és similar, i moltes vegades es fa servir per descriure el mateix trastorn. No s'ha de confondre, perquè la desrealització vol dir creure que res és real, mentre que la despersonalització és sentir que un està separat del seu cos. Aquestes sensacions acostumen a aparèixer en persones amb ansietat, depressió, trastorn bipolar, privació del son i en alguns tipus d'epilèpsia. Aquest problema mental pot causar depressió i pensaments de suïcidi.

## Símptomes i diagnòstic
La persona amb despersonalització té una percepció distorsionada de la seva identitat, el seu cos i la vida. Els símptomes normalment són temporals i apareixen al mateix temps que els símptomes de la ansietat, el pànic o la por. Però, aquests símptomes poden acabar durant molt més i tornar a aparèixer durant anys, el que s'anomena trastorn de la despersonalització. Les persones amb aquest trastorn tenen amb freqüència una gran dificultat per descriure els seus símptomes i poden creure que s'estan trastornant mentalment.
La despersonalització pot resultar una molèstia menor amb pocs efectes evidents en el comportament. Algunes persones es poden adaptar a la despersonalització o inclús bloquejar el seu impacte. Altres estan contínuament immerses en una ansietat sobre el seu estat mental, i poden tenir por a tornar-se boges o no parar de pensar en les percepcions distorsionades del seu cos i així allunyar-se de si mateixes i del món. Tanta angoixa mental pot provocar l'impediment de concentrar-se en el treball o en les rutines diàries i acabar provocant la invalidesa.
El diagnòstic de la despersonalització es basa en els seus símptomes. El metge explora a la persona per poder descartar altres malalties o un abús de les drogues. Els procediments d'una entrevista especialitzada poden ajudar el metge a reconèixer el problema.

## Tractament
Aquesta sensació de despersonalització normalment desapareix amb el tractament. Aquest només s'aplica si la situació és persistent, reapareix o causa sofriment. Han resultat efectives la psicoteràpia psicodinàmica, la teràpia conductual i la hipnosi però no existeix un únic tractament. Els tranquil·litzants i els antidepressius poden ajudar a algunes persones.
Moltes vegades s'associa a altres trastorns mentals que necessitaran ser tractats o la despersonalització es pot desencadenar gràcies a ells. S'ha de tenir en compte qualsevol tipus d'estrès relacionat amb el començament del trastorn de despersonalització.
Generalment s'aconsegueix un gran alleujament. La recuperació completa és possible per a moltes persones, especialment per a aquelles que els venia derivat d'algun tipus d'estrès. Un gran nombre de persones no respon correctament al tractament, tot i que poden millorar gradual i espontàniament.